# روبرت أ. كيهو
روبرت أ. كيهو (بالإنجليزية: Robert A. Kehoe)‏ هو طبيب أمريكي، ولد في 18 نوفمبر 1893 في جورجتاون في الولايات المتحدة، وتوفي في 24 نوفمبر 1992 في سينسيناتي في الولايات المتحدة.